# ウラジーミル・ワシーリエフ

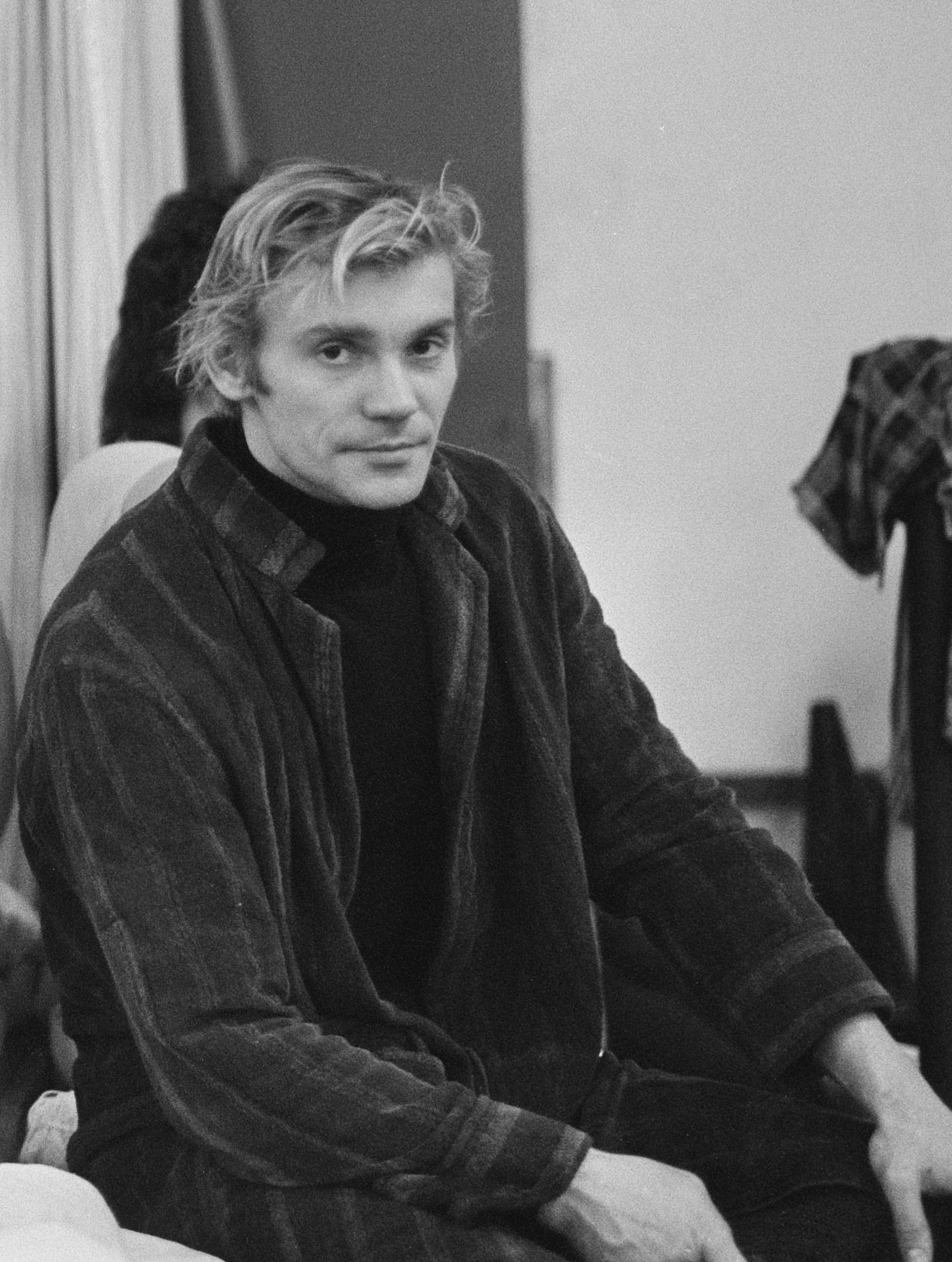
ウラジーミル・ワシーリエフ, 1972

ウラジーミル・ヴィクトロヴィチ・ワシーリエフ （露: Влади́мир Ви́кторович Васи́льев, 英: Vladimir Viktorovich Vasiliev, 1940年4月18日 - ） は、ロシアのバレエダンサー・振付家。ボリショイ劇場の元芸術総監督。

## 来歴
モスクワ生まれ。父親は工場の運転手、母親は同じ工場に勤める管理職だった。7歳の頃、少年団のバレエ教室でダンスを始める。教師であったE・R・ロッセはすぐにその才能に気づき、年長のクラスへ編入させた。翌1948年、ロシアとウクライナの民族舞踊の公演で早くもボリショイ劇場の舞台を踏む。
1949年、ボリショイ・バレエ学校に入学し、E・ラピンスキー、M・ガボーヴィチに師事。卒業後の1958年にボリショイ・バレエ団に入団した。翌年『石の花』のダニーラ役で本格的にデビューし、以降『せむしの仔馬』（1960年）、『レイリとメジュヌーン』（1964年）などの新作を次々と踊り、絶賛を博す。1964年にヴァルナ国際バレエコンクールで金賞とグランプリを獲得し、同年パリでニジンスキー賞も受賞した。その後は古典作品にもレパートリーを広げていき、『ドン・キホーテ』のバジル、『ロミオとジュリエット』のロミオ、『ジゼル』のアルブレヒトなど、いずれも大成功をおさめ、ボリショイを代表する男性舞踊手としての地位を確立した。
抜群のテクニックと豊かな演劇的才能を併せ持ち、高く滞空時間の長い跳躍は語り草となった。また、ボリショイの首席バレエ・マスター（後に芸術監督）を務めたY・グリゴローヴィチの作品では、『くるみ割り人形』（1966年）、『スパルタクス』（1968年）、『イワン雷帝』（1975年）など、ほとんどの作品を初演しており、そのエネルギッシュでスケールの大きな踊りは、世界中の人々に衝撃を与えた。早くから外国出演も多く、アメリカン・バレエ・シアターにはたびたび客演しているほか、モーリス・ベジャールバレエ団では、ベジャール版 『ペトルーシュカ』 を初演している。
1971年以降は振付演出も手がけるようになり、大成功をおさめた『アニュータ』（1986年）の他、『イカロス』（1971年）、『マクベス』（1980年）、『シンデレラ』（1991年）、『白鳥の湖』（1996年）などを発表した。1995年からボリショイ劇場芸術総監督を務めていたが、2002年に解任された。

## 動画
- ボリショイ・バレエ団 『スパルタカス』 （Youtube - 1968年。ハチャトゥリアン作曲）

## 人物
2009年4月に亡くなった1歳年上の夫人、E・マクシーモワとの出会いはボリショイ・バレエ学校時代に遡り、ワシリエフ9歳、マクシーモワ10歳のときであったという。バレエ学校の最終学年のときからペアを組むようになり、ボリショイ時代は 「最強のデュエット」 と称された。なお二人の間に子供はない。
絵画を趣味としており、ゴッホ、モネ、レンブラントなどが好みだという。読書家でもあり、54歳のときから詩作も始めた。2000年に自作詩集 『日々の鎖』 （Цепочка дней） を上梓している。　
1973年、ソ連人民芸術家。

## 公式サイト
- Vladimir Vasiliev
- Владимир Васильев （ボリショイ・バレエ団公式サイト）